# 13. kongres Občanské demokratické strany
13. kongres ODS se konal 13. – 15. prosince 2002 ve Františkových Lázních. Zakladatele strany Václava Klause na něm v čele ODS vystřídal Mirek Topolánek.

## Dobové souvislosti a témata kongresu
Kongres se odehrával několik měsíců po sněmovních volbách v roce 2002, v nichž ODS skončila na druhém místě s výraznou ztrátou za ČSSD, jíž vedená vláda Vladimíra Špidly pak zahrnovala kromě sociální demokracie ještě KDU-ČSL a Unii svobody-DEU. ODS se tak ocitla i v druhém volebním období v opozici. V týdnech po volbách rostlo v ODS napětí okolo vyvození důsledků z volební prohry. 18. června 2002 rezignoval na post ve Výkonné radě Přemysl Sobotka s tím, že vedení strany nemá vůli vyrovnat se s výsledky voleb. 20. června 2002 pak Václav Klaus oznámil, že na nadcházejícím kongresu již nebude kandidovat na post předsedy ODS. V září 2002 ohlásil kandidaturu na předsedu ODS Evžen Tošenovský, ale v listopadu ji stáhl. Během listopadu pak ambici bojovat o post předsedy oznámili Petr Nečas, Miroslava Němcová, Mirek Topolánek a Jan Zahradil.
Hlavním bodem jednání kongresu byla volba předsedy strany. Favoritem volby byl Petr Nečas, ale nakonec o dva hlasy prohrál a novým předsedou se stal dosud nepříliš významný politik ODS, senátor Mirek Topolánek. Václav Klaus po vítězném projevu nového předsedy napsal soukromou SMS se slovy „Prázdný a falešný Topol.“ Její text nasnímali z displeje na dálku novináři. Jan Zahradil usedl na nově utvořený post 1. místopředsedy strany. Klaus se stal čestným předsedou ODS, přičemž kongres ho prohlásil za jediného kandidáta strany na post prezidenta republiky. Kongres se také zabýval evropskými tématy a konstatoval, že podmínky členství v EU vyjednané předchozí i současnou vládou jsou „nedůstojné a ponižující.“ Strana se na 13. kongresu rozhodla ustavit stínovou vládu.

## Personální složení vedení ODS po kongresu
- Předseda – Mirek Topolánek
- 1. místopředseda – Jan Zahradil
- Místopředsedové – Petr Bendl, Petr Nečas, Miroslava Němcová
- Výkonná rada ODS – Jan Bürgermeister, Pavel Bém, František Laudát, Milan Cabrnoch, Jan Klas, Hynek Fajmon, Tom Zajíček, Jan Bauer, Miroslav Levora, Vladislav Vilímec, Jiří Červenka, Jaroslav Kubera, Jiří Šulc, Jiří Kittner, Oldřich Vlasák, Ivan Adamec, Václav Nájemník, Zbyněk Stanjura, Milan Balabán, Martin Říman, Ivan Kosatík, Petr Krill, Milan Venclík, Walter Bartoš, Vlastimil Sehnal, Ctirad Otta, Ivo Strejček[4]